# Catalepsie
Ne pas confondre avec la cataplexie.
La catalepsie désigne la suspension complète du mouvement volontaire des muscles dans la position où ils se trouvent. L'attitude qui s'en dégage est celle d'une statue ou d'un mime conservant une position figée en pleine action.

## Origine du terme
Le mot « catalepsie » vient du latin médiéval « captalepsis » ou du grec « Katalêpsis » (qui signifie « action de saisir » ou « attaque »).

## Diagnostic

### Clinique
La catalepsie désigne la suspension complète du mouvement volontaire des muscles dans la position où ils se trouvent. L'attitude qui s'en dégage est celle d'une statue ou d'un mime conservant une position figée en pleine action.
Un patient dans un tel état peut rester des heures dans une même position ; si l'on arrive à changer cette position (par exemple : soulever son bras), alors le malade restera dans cette position (tandis qu'un individu sain est incapable de rester dans une même position si longuement), donnant ainsi l'impression d'être passé à l'état de cadavre.

### Diagnostic étiologique
- Psychiatrie et psychopathologie
Ce symptôme psychiatrique se retrouve dans des maladies telles que la schizophrénie, l'hystérie, ou dans certains états hypnotiques. Elle peut être trans-nosographique et être observée à ce titre dans les syndromes catatoniques d'origine psychiatrique, métabolique, endocrinien, etc.
- Neurologie
La catalepsie peut également résulter d'affections neurologiques (Parkinson, épilepsie)[1].
- Métabolique : hyponatrémie.
- Une catalepsie peut également être induite grâce à une suggestion, sous hypnose par exemple.
- Une catalepsie peut aussi être induite par des extraits végétaux (Ricinus communis)[2].

## Littérature
Dans le roman d'Alexandre Dumas, Le Comte de Monte-Cristo, l'abbé Faria est victime d'une crise de catalepsie qui fait échouer son projet d'évasion du Château d'If.
Dans la nouvelle La Chute de la maison Usher d'Edgar Allan Poe, lady Madeline Usher souffre d'une maladie inconnue et héréditaire dont des crises de catalepsie sont l'un des symptômes, et qui a conduit son frère Roderick Usher à l'enterrer vivante, la croyant décédée.
Dans la nouvelle La Mort d'Olivier Bécaille d'Émile Zola, le personnage éponyme est victime d'une crise de catalepsie. Son entourage le croit mort. Obsédé par la mort et malade depuis l'enfance, Olivier voit son pire cauchemar se réaliser et doit affronter chaque étape des rites funéraires.

## Philosophie
En philosophie, la catalepsie (du grec katalambanéin, signifiant « saisir ») est un concept remontant à Zénon d’Élée, désignant une forme de savoir ainsi que la manière dont ledit savoir s’acquiert. Dans « Lucullus », premier livre des « Académiques », Cicéron fait parler un personnage nommé Varron de la philosophie stoïcienne, particulièrement celle de Zénon. On y apprend la conception stoïcienne de la catalepsie.
La catalepsie désigne un type de perception sensible qui commande l’acquiescement et convainc d’elle-même, se présentant comme certaine par sa seule force. C’est une perception sensible, un savoir immédiat qui est immédiatement certain. Zénon dira que l’esprit, dans un tel cas, saisit une connaissance aussi aisément « que la main saisit les choses matérielles ».  Dans la philosophie stoïcienne, une telle connaissance est vraie. Elle est donc au-dessus de l’opinion, simple croyance, mais tout de même inférieure à la science, qui est un savoir prouvé par notre expérience du monde, mais aussi entérinée par la raison, ce que la catalepsie n’est pas. Cicéron attribue à Zénon un exemple parlant : si la main ouverte est une simple perception sensible, et qu’une main aux doigts légèrement retroussés est un acquiescement, ou une adhésion à ce que fait savoir la perception alors la catalepsie, elle, est un poing fermé. Nous aurions affaire à de la science quand la seconde main viendrait recouvrir le poing fermé.
La catalepsie se rapproche donc de l’intuition, elle s’apparente à ce que Kant appela un « fait de la raison » dans sa Critique de la raison pratique, et ce qui en théologie serait une révélation divine. Dans le contexte philosophique, la catalepsie n’a cependant pas ce côté mystique.
Le savoir dérivant de la catalepsie est un savoir cataleptique. Il s'inscrit dans la tradition empiriste, en s'opposant au rationalisme.